# 永遠の翼 (B'zの曲)
「永遠の翼」（えいえんのつばさ）は、日本の音楽ユニット・B'zの楽曲。2007年5月9日にVERMILLION RECORDSより43作目のシングルとして発売された。

## 概要
B'zの2007年第1弾シングルとしてリリースされた。
1st beatと2nd beat両方が映画主題歌となったシングル。1st beatで『名探偵コナン』以外の映画主題歌のタイアップは初であり、1st Beatと2nd beatの両方が映画主題歌のタイアップとなるのも初である。
前々作からプラスチックケースであったが、本作で再びデジパックに戻った。
2007年4月25日から5月24日まで、Yahoo!動画で収録曲2曲のビデオ・クリップが配信されていた。
本作発売直後に、VERMILLION RECORDSが親会社であるビーイングと吸収合併された（法人自体は現存）ことに伴い、発売元がVERMILLION RECORDS、販売元がJ-DISC Beingと記載された最後の作品である。

## 収録曲
| 全作詞: 稲葉浩志、全作曲: 松本孝弘。 |                      |           |            |                              |      |
| #                                    | タイトル             | 作詞      | 作曲・編曲 | 編曲                         | 時間 |
| 1.                                   | 「永遠の翼」         | 稲葉浩志  | 松本孝弘   | 松本孝弘・稲葉浩志・徳永暁人 | 5:09 |
| 2.                                   | 「ロンリースターズ」 | 稲葉浩志  | 松本孝弘   | 松本孝弘・稲葉浩志・池田大介 | 4:49 |
| 合計時間:                            | 合計時間:            | 合計時間: | 9:58       |                              |      |

## 楽曲解説
1. 永遠の翼
  - 映画『俺は、君のためにこそ死ににいく』のために書き下ろされたバラード調の楽曲[8][9]。実写映画のタイアップは、1998年公開の『不夜城』の主題歌に起用された「The Wild Wind」以来である[10]。
  - メンバーは主題歌作成の依頼を受け、鹿児島県川辺郡知覧町（現：南九州市知覧町）にある知覧特攻平和会館を訪れ、深い感銘を受け曲制作に入った[5][11]。
  - 松本は映画『俺は、君のためにこそ死ににいく』タイトルイメージソングとして、自身のソロ楽曲「THE WINGS」を提供した[5]。
  - MVは丸の内ビルディングやセルリアンタワー東急ホテル等数箇所で撮影され、俳優の本郷奏多[12]とモデルの本田翼が出演している[13]。この曲で日本テレビ系『NEWS ZERO』（2007年5月8日放送回）にニュース番組としては初出演した[14]。
  - ギタリストのマーティ・フリードマンは本曲について、「イントロのフレーズがKiroroっぽい」「でもそのイントロのフレーズが最後の方になって再登場し、その後は静かにギターでイントロのメロディーを引く、という風に次から次へとそのメロディーの新しい解釈が出てくるのは、大物感があってさすがB'zって感じ。イントロも含めて1つ1つのメロディーを本当に大事にしていて軽く思っていない証拠。」と評している[15]。
  - 2008年に行われた『B'z LIVE-GYM 2008 "ACTION"』以降長らく演奏されていなかったが、2020年に行われた無観客配信ライブ『B'z SHOWCASE 2020 -5 ERAS 8820-』のDay4で約12年ぶりに演奏された[16]。
2. ロンリースターズ
  - 編曲の池田大介は「OCEAN」以来の参加となった[注釈 1]。
  - イントロはシーケンサーのフレーズから、ハード・ロックなサウンドにシフトする[6]。
  - MV（ワンコーラスのみ）は炎の中でのパフォーマンスとなっている。
  - 『音楽戦士 MUSIC FIGHTER』で初披露された。

## タイアップ
- 東映系映画『俺は、君のためにこそ死ににいく』主題歌（#1）
- デスペラード系映画『真救世主伝説 北斗の拳 ラオウ伝 激闘の章』主題歌（#2）
- JOYSOUND「ポケメロJOYSOUND」CMソング（#2）

## 参加ミュージシャン
- 松本孝弘:ギター、全曲作曲・編曲
- 稲葉浩志:ボーカル、全曲作詞・編曲
- 徳永暁人:編曲（#1）
- 池田大介:編曲（#2）
- ジョシュ・フリーズ（英語版）:ドラム
- ショーン・ハーレー:ベース
- TAMA STRINGS:ストリングス（#1）

## 収録アルバム
永遠の翼
- ACTION
- B'z The Best "ULTRA Pleasure"
- B'z The Best XXV 1999-2012

## ライブ映像作品
永遠の翼
- B'z The Best "ULTRA Treasure"（特典DVD）
- B'z LIVE in なんば 2006 & B'z SHOWCASE 2007 -19- at Zepp Tokyo
- B'z LIVE-GYM 2008 -ACTION-
- B'z COMPLETE SINGLE BOX（特典DVD）
- B'z SHOWCASE 2020 -5 ERAS 8820- Day1〜5

ロンリースターズ
- B'z The Best "ULTRA Treasure"（特典DVD）
- B'z LIVE in なんば 2006 & B'z SHOWCASE 2007 -19- at Zepp Tokyo